# Sandmúli (berg)
Sandmúli är ett berg i republiken Island. Det ligger i regionen Norðurland eystra, 240 km nordost om huvudstaden Reykjavík. Toppen på Sandmúli är 700 meter över havet, eller 92 meter över den omgivande terrängen. Bredden vid basen är 3,7 km.
Trakten runt Sandmúli är nära nog obefolkad, med mindre än två invånare per kvadratkilometer. Det finns inga samhällen i närheten. Trakten runt Sandmúli består i huvudsak av gräsmarker.